# Redcar

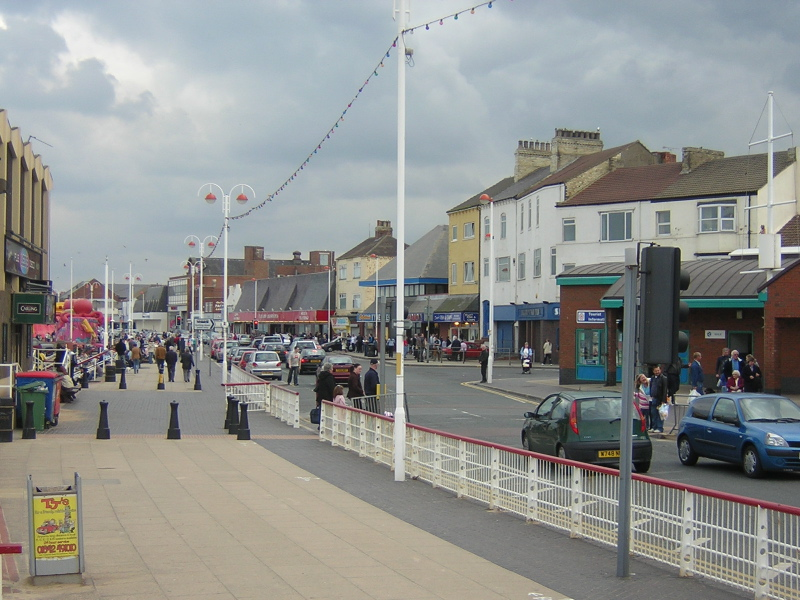
Ulica w Redcar

Redcar – miasto w północno-wschodniej Anglii, w regionie North East England, w hrabstwie ceremonialnym North Yorkshire, na terenie jednolitej jednostki administracyjnej (unitary authority) Redcar and Cleveland, położone nad Morzem Północnym. W 2001 miasto to zamieszkiwało 36 610 osób. 
Mieści się w nim siedziba klubu żużlowego – Redcar Bears.